# مركز جسر الملك فهد
مركز جسر الملك فهد هو مركزٌ سعوديٌ تابعٌ لمحافظة الخبر التابعة للمنطقة الشرقية، في المملكة العربية السعودية. المركز من الفئة (أ)، ورمزه 1936 حسب دليل الترميز الموحد للمناطق الإدارية بالمملكة العربية السعودية.